# 賈堅
賈堅（？—358年），字世固，勃海郡人，後趙、前燕軍事人物。

## 生平
賈堅祖父、父親皆為晉臣。他少年時重視氣節，曾為後趙的殿中督，能臂开三石之弓，後來不齒冉闵的作為而還鄉，坐擁部曲數千家。慕容評曾遣人去勃海招降，但當任章武太守的賈堅始終不降，直到東晋永和六年（350年）九月在戰場上被慕容評俘虜才投降。
慕容儁、慕容恪都欣賞降將賈堅的才能。有一次，慕容恪命令賈堅射一頭距離百步之外的牛來測試他的弓術。當時已六十多歲的賈堅說年輕時射不中，老時就可射中。慕容恪聽了大笑，賈堅便射兩箭，一箭擦背而过，一箭貼肚而過。慕容恪問還能射中嗎？賈堅回答說射箭所重視的在於以不中為奇，要射中有何難？就一發射中牛。觀眾都很佩服，這正是成語「附肤落毛」的由來。
之後，慕容儁讓賈堅為樂陵太守，管理高城。在任時，賈堅在東晉永和七年（351年）十一月，阻止逄釣組織眾人叛燕。
東晋升平二年（358年）十二月，徐、兖二州刺史荀羡趁燕人防备空疏之機，率军向泰山郡山茌进攻。當時在山茌縣駐兵、時任泰山太守的賈堅，兵只有七百多人，晋軍則有十倍之多。部屬皆勸賈堅固守，但他認為要出戰才有勝算，便身先士卒，與部屬殺敵千人再回城。敵軍攻城，賈堅命部屬逃命，自己則骑马立于城門桥上，拿弓朝左右方射擊，晋军無不应弦而倒。最後晋军把橋弄塌，賈堅跌落被擒。
荀羨想用民族大義來招降賈堅，便說賈堅祖父、父親明明都是晉臣，質疑賈堅自己為何甘願被胡人統治？賈堅回答：“晉自棄中華，非吾叛也。民既無主，強則托命。既已事人，安可改節！吾束脩自立，涉趙曆燕，未嘗易志，君何匆匆相謂降乎！”荀羨又再責備，賈堅就怒罵。荀羨遂命令把賈堅綁在外面淋雨。數日後，賈堅就悲憤去世。
前燕青州刺史慕容尘派遣其司马悦明救援，大敗荀羨，收復山茌。慕容儁以贾堅之子賈活为任城太守。

## 評價
- 楊臣諍、蕭良有《龍文鞭影》：「拂矢賈堅。」

- 謝肇淛《五雜俎》：「魏舒、賈堅，射之雅者也。」

- 柏杨《柏楊版資治通鑑》：“贾坚先生的反驳义正词严，当权分子当初卑鄙地抛下孤苦无告的人民，逃到江南，重享荣华富贵。偶尔派出一支脆弱的军队，俘虏了那些被遗弃的孤臣孽子，不但没有半点歉意，请求原谅宽饶，反而诟骂忘本，责备不肯投降。无能无耻，集于一身。荀羡先生的嘴脸正是东晋帝国流亡政权下所有官员的嘴脸，在这种嘴脸上，看不出复兴的火花，只看出堕落的幽灵。”